# Chaource (kaas)
De Chaource AOP is een Franse kaas van het type witschimmelkaas, geproduceerd in de Champagne-Ardennen en de Bourgogne.
De Chaource heeft sinds 1977 het AOC-keurmerk, de productie is dan ook strikt gereglementeerd. De kaas is afkomstig van vee uit de departementen Aube en Yonne.
De Chaource wordt gemaakt op basis van rauwe melk. De Chaource wordt na een langzame stremming (12 uur) gelijk in de kaasvormen gebracht, vormen die van onder waterdoorlatend zijn. Het weglopen van de wei is een langzaam proces, dat zelfs nog doorgaat wanneer de kaas al uit de vorm gehaald is. Van origine was de Chaource een verse kaas, werd ze “demi-sec” verkocht, tegenwoordig prefereert men de gerijpte Chaource. Het rijpingsproces duurt vrij kort, maar minimaal 14 dagen. Rijping vindt plaats op roggestromatten, wat de kaas z’n wat gestreepte vlakke kanten geeft.
De Chaource is een verse, lichte kaas, de kaasmassa is stevig, licht gezouten en de korst is geheel wit. Het is een wat zurige kaas, dit karakter maakt dat binnenin de kaas het rijpingsproces zeer traag gaat.
Het verhaal gaat dat de Chaource van origine een kloosterkaas was, afkomstig uit de cisterciënzer abdij van Pontigny, waarvan de monniken de kaasmakerij naar de boeren uitdroegen.